# Rue Mont-au-Ciel
La rue Mont-au-Ciel est une ruelle en escalier située dans le quartier du Fort, à Saint-Pierre en Martinique, qui reliait avant 1902 l'importante rue Levassor à la ruelle du Séminaire, plate-forme religieuse de l'église de la Consolation et du Séminaire-Collège Saint-Louis-de-Gonzague.

## Histoire

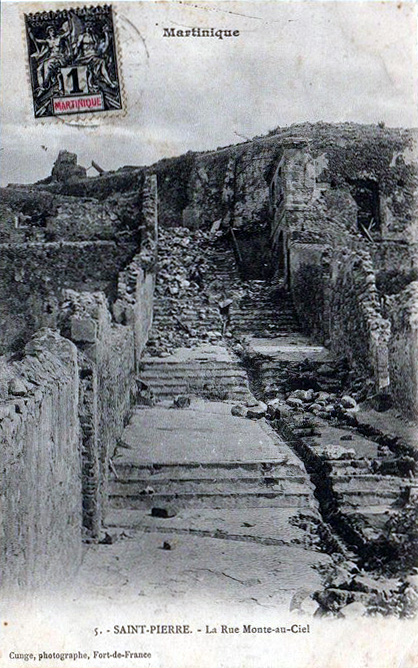
La rue Mont-au-Ciel après l'éruption du 8 mai 1902.

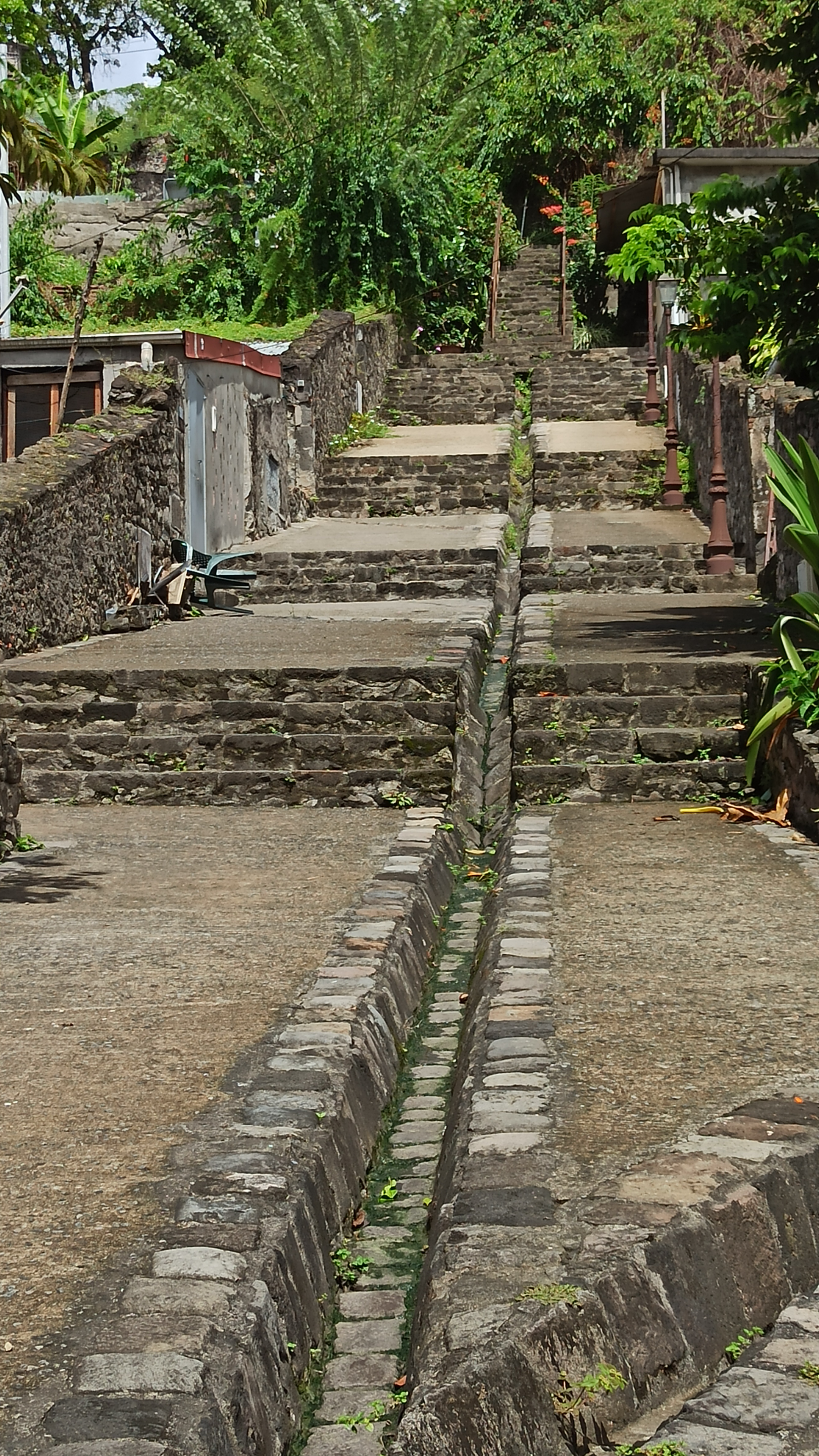
La rue Mont-au-Ciel de Saint-Pierre (Martinique) en février 2020

Cette ruelle en escalier qui gravit les flancs de la colline de la Consolation dans le quartier du Fort est créée au XVIIIe siècle. Elle est bordée de maisons et d'immeubles de rapport. C'était alors un endroit très animé et fréquenté par les marins, dockers et soldats, comme le décrit Salvina dans son ouvrage "Saint-Pierre : La Venise tropicale (1870-1902)" : « Là, s'amusaient rageusement, la populace, les marins et les soldats de passage dans la ville. Ils s'y livraient à d'effroyables orgies, à des bacchanales impossibles à décrire. Le bal finissait ordinairement par des bagarres formidables, des combats à coup de triques, de verres et de bouteilles ! Très dangereux durant la nuit du samedi, le haut de cette rue ! »
L'artère était surmontée par le Séminaire-Collège Saint-Louis-de-Gonzague et fut le théâtre de plusieurs affrontements entre élèves du lycée et du collège à l'époque des examens.
À la suite de l'éruption de la montagne Pelée au matin du 8 mai 1902, qui rase la ville de Saint-Pierre, il ne subsiste plus de la ruelle que les pans de murs de ses maisons et immeubles. Déblayée et restaurée en 1991 par une équipe d'archéologue, elle témoigne avec la rue Levassor, du niveau de vie et de confort atteint par la ville de Saint-Pierre. Le sol est pavé, des lampadaires assurent l'éclairage public, de large caniveaux évacuent les eaux usées et les trombes d'eau des pluies tropicales.

## Toponymie
Plusieurs hypothèses expliquent l'origine de ce nom. La plus vraisemblable l'attribue aux colons normands, qui l'auraient baptisée comme une rue de Rouen. Certaines légendes proposent une explication plus imagée, les alcôves le long des marches pouvant avoir été des lieux de rendez-vous nocturnes.